# Ilıca, Onikişubat
Ilıca là một thị trấn thuộc huyện Onikişubat, tỉnh Kahramanmaraş, Thổ Nhĩ Kỳ. Dân số thời điểm năm 2010 là 2.664 người.